# Jozef Lacko
Jozef Lacko (19. ledna 1917, Zvolen – 9. září 1978, Bratislava) byl slovenský architekt a pedagog.

## Život

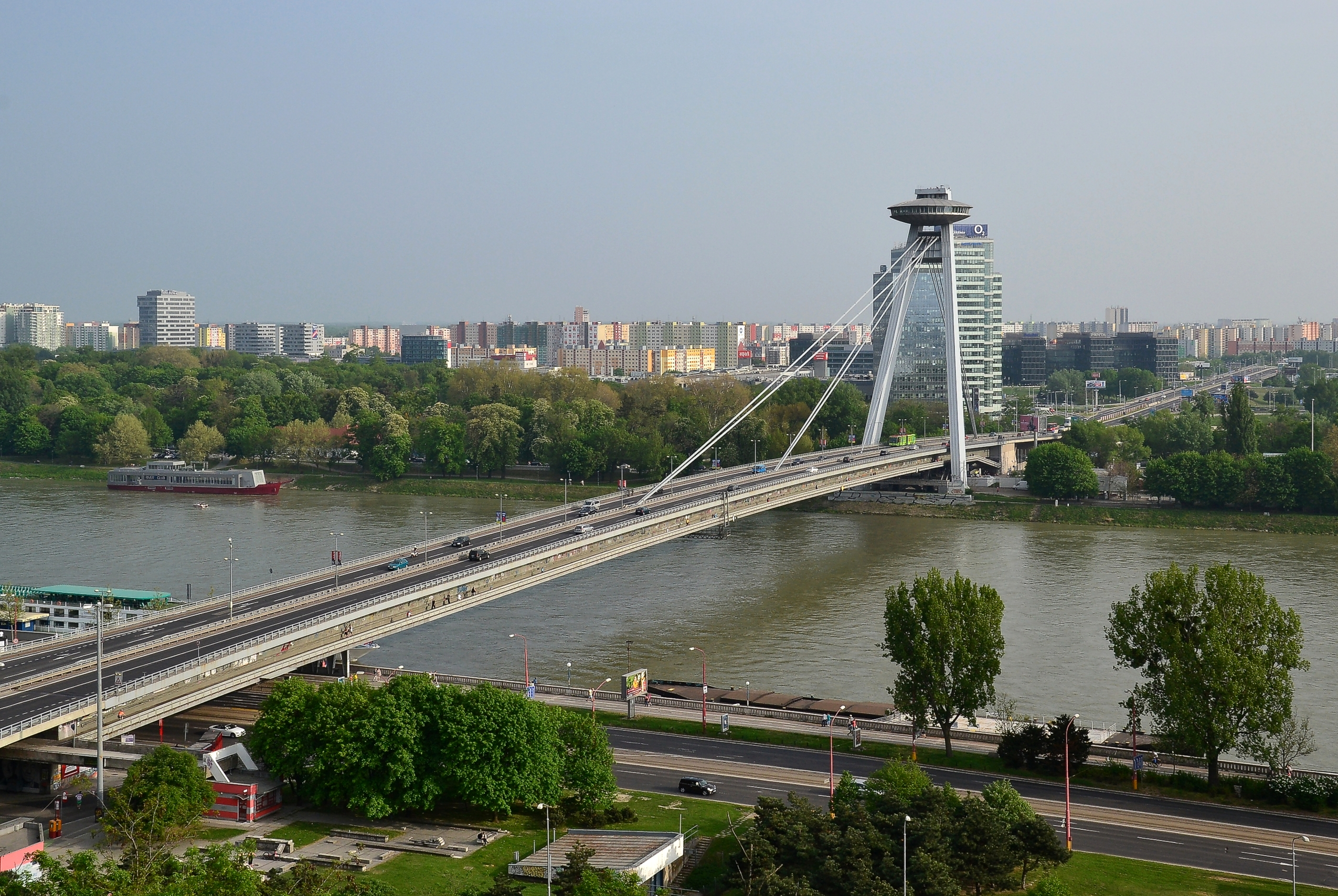
Most Slovenského národního povstání

Jozef Lacko se narodil 19. ledna 1917 ve Zvoleně v početné rodině železničáře. Základní a střední školu absolvoval ve svém rodišti. V roce 1936 odmaturoval na reálném gymnáziu ve Zvoleně. V letech 1936 až 1938 studoval na ČVUT (tehdy VUT) v Praze, obor architektura a pozemní stavitelství. V roce 1939 z důvodu uzavření českých vysokých škol pokračoval ve studiu na Německé vysoké škole technické (tehdy HT v Praze), které úspěšně ukončil v roce 1941. Během studia v Praze se na utváření jeho architektonického profilu podílel i známý bratislavský profesor Franz Wimmer.
Díky vynikající studijním výsledkům měl otevřenou cestu k profesorovi Emilu Bellušovi na Slovenskou vysokou školu technickou v Bratislavě. V období let 1941 až 1948 zde působil jako asistent v Ústavu pozemního stavitelství. V prvních letech praxe spolupracoval hlavně s Emilem Bellušem. Jako mladý absolvent neměl velkou šanci dostat se k architektonické činnosti, z tohoto důvodu se zúčastňoval mnoha architektonických soutěží, které mu poskytly prostor na to, aby v krátkém čase přesvědčil o svém talentu.
V roce 1950 se Jozef Lacko oženil a s manželkou Márií, vychovali spolu adoptivní dceru Danielu. O rok později jako člen československé delegace architektů navštívil Sovětský svaz. Cílem měsíční návštěvy bylo osvojení si principů socialistického realismu v architektuře a jejich aplikace. Po návratu se nadále věnoval pedagogické činnosti na Fakultě architektury SVŠT v Bratislavě, kde v letech 1953-1962 zastával post docenta Katedry architektonické tvorby. V období 1964 až 1969 byl vedoucím Katedry architektonické tvorby Stavební fakulty SVŠT v Bratislavě. V roce 1960 se mu dostalo uznání v podobě Ceny města Bratislavy a v roce 1962 se stal laureátem Státní ceny Klementa Gottwalda za Teoretické ústavy Lékařské fakulty UK.
V roce 1962 mu byl udělen profesorský titul v oboru architektonické tvorby a typologie. O dva roky později se stal místopředsedou Svazu architektů ČSSR a předsedou Svazu slovenských architektů. Na těchto postech setrval do roku 1969. V roce 1967 se stal nositelem státního Vyznamenání Za zásluhy o výstavbu. O čtyři roky později, v roce 1971 musel po prověrkách opustit SVŠT a našel si nové místo v Projektové organizaci společenských staveb v Bratislavě. V roce 1972 vedl ateliér ve Státním projektovém a typizačním ústavu v Bratislavě, ve stejném roce začaly realizační práce na Mostě Slovenského národního povstání, na jehož návrhu se podílel.
Jozef Lacko zemřel 9. září 1978 v Bratislavě, kde je i pochován na hřbitově ve Slávičím údolí.

## Tvorba

### Architektonická tvorba
Jeho tvorba je časově vymezena obdobím od konce druhé světové války až po konec 70. let 20. století.
První Lackovy návrhy se nesou v duchu předválečného funkcionalismu se zřetelným vlivem Emila Belluše. Další tvorba nese znaky pozdějšího funkcionalismu a poté socialistického realismu, ale v jeho díle lze poznat snahu o vymanění se z unifikované a kolektivistické tvorby a hledání vlastní interpretace myšlenky socialismu.
Tyto snahy se projevily hlavně v Lackově přístupu k problematice obytných budov. Zabýval se analyzováním primárních lidských potřeb, získané poznatky se potom snažil adaptovat do koncepce moderního bytu. Jeho přínos v této oblasti spočívá ve zkvalitnění funkčně-provozních vztahů v obytném prostoru, přičemž zohledňuje nároky na proměnlivost, elasticitu a variabilitu. Hodnotným znakem Lackovy tvorby je citlivost, se kterou přistupuje k osazení svých staveb do existujícího urbanistického prostředí.
V pozdějších letech lze v jeho tvorbě pozorovat výrazný zájem o inovativní tendence a snahu o udržení kroku s dobou, ať už konceptuálně nebo technologicky.
Jozef Lacko patřil k velmi pracovitým a tvořivým architektům a uznávaným pedagogům, který si i přes úspěch zachoval lidský přístup a skromnost.

### Památníky
Důležitou součástí Lackova díla je tvorba a návrhy památníků. Lackův tvořivý přístup a jeho práce s architektonickým tvarem a materiálem harmonizuje se sochařským dílem a nechává jej vyniknout. Na mnoha návrzích spolupracoval s výtvarníky, sochaři, nejčastěji s Jánem Kulichem.

## Dílo

### Výběr ze soutěžních návrhů
- 1942 – Dvanáctitřídní lidová škola, Bratislava - Trnávka, spolupráce: I. Knapo
- 1945 – Radnice v Nových Zámcích, 1. a 2. cena
- 1947 – Provozní budova Ministerstva dopravy, Dostojevského rad, Bratislava, 1.cena
- 1949 – Klinické mesto, Bratislava, spolupráce: V. Karfík, J. Medvecký, odměna
- 1953 – Památník sovětské armády na Slavíně, spolupráce: D. Kuzma, M. Škorupa, 4.cena
- 1955 – Podhradí, Bratislava, spolupráce: M. Škorupa, 2. cena
- 1955 – Krematorium, Bratislava, spolupráce: M. Škorupa, nejvyšší odměna
- 1957 – Kamenné námestie, Bratislava, 2. cena
- 1957 – Dům umění, Piešťany, spolupráce: L. Kušnír, J. Červen, 1. odměna
- 1959 – Centrum Berlína, NDR, spolupráce: Š. Svetko
- 1960 – Gottwaldovo náměstí v Bratislavě, spolupráce: L. Kušnír, I. Slameň, T. Baník, 1. odměna
- 1960 – SND v Bratislavě, spolupráce: L. Kušnír, I. Slameň
- 1961 – Stavební fakulta, Náměstí svobody, Bratislava, spolupráce: L. Kušnír, I. Slameň, nejvyšší hodnocení
- 1962 – Předstaniční prostor a staniční budova v Sofii, Bulharsko, 2. cena
- 1964 – Komplex Československé televize, Mlynská dolina, Bratislava, spolupráce: J. Antal, L. Kušnír, I. Slameň, 2. cena
- 1971 – Soutěž na Center Pompidou, Beaubourgh, Paříž, Francie, spolupráce: A. Mikuláš, B. Somora

### Realizovaná díla
- 1942 – Nájemní bytový komplex, Banská Bystrica
- 1943 – Rodinné domy, Modra, Žarnovica, Zvoleně, Piešťany, Bratislava
- 1944 – Bytový dům, Lermontova ulice, Bratislava
- 1944/45 – Hydropedologické laboratoře, Trnavská, Ondavská ulice, Bratislava, spolupráce: J. Knapo
- 1945/60 – Rodinné domy pro různé stavebníky
- 1949 – Přístavba poštovní budovy v Nitře a bytový dům v Nitře
- 1950 – Bytový trojdům VŠLD, Zvolen
- 1950 – Bytový komplex Krížna ulica, Benkovo náměstí, Bratislava, spolupráce: M. Škorupa, A. Cibulka
- 1950 – Bytový dvojdům mezi Krížnou a Záhradnickou ulicí, Bratislava, spolupráce: M. Škorupa, A. Cibulka
- 1950 – Radnice v Nových Zámcích
- 1950 – Šestitřídní lidová škola, Martin – Priekopa
- 1950 – Tělocvična s příslušenstvím v Nitře
- 1950 – Budova Ministerstva dopravy, Dostojevského rad, Bratislava, spolupráce: J.Štefanec
- 1951 – Provozní budova Dopravního podniku, Rožňavská ulice, Bratislava
- 1951 – Otevřená plovárna 3x50, Zvolen
- 1951 – Přijímací železniční budova, Čierna pri Čope, spolupráce: A. Klaučo
- 1954 – Rekonstrukce Pistoriova paláce na Leninovo muzeum, Štefánikova ulice, Bratislava, spolupráce: K. Rosmányi st.
- 1954 – Garáže pro SND, Bratislava, spolupráce: M. Škorupa
- 1954 – Sklady pro dekorace SND, Bratislava, spolupráce: M. Škorupa
- 1955 – Bytový dům, Laurinská – Nedbalova ulice, Bratislava, spolupráce: M. Škorupa
- 1955 – Bytový dům pro mlékárenské družstvo, Bartoškova ulice, Bratislava, spolupráce: M. Škorupa
- 1955 – Provozní budova SLOVZAK
- 1955/58 – Provizórium Vysoké školy lesnické a dřevařské, Zvolen, spolupráce: J. Knapo
- 1956 – Adaptace synagogy na tělocvičnu s příslušenstvím, Sereď
- 1959 – Staniční budova, Zvolen
- 1959 – Umělecko-dekorační dílny SND, Bratislava, spolupráce: M. Škorupa
- 1959/60 – Výzkumný ústav lesního hospodářství ČSAV, Zvolen
- 1960 – Teoretické ústavy Lekařské fakulty, Sasinkova ulica, Bratislava, spolupráce: M. Škorupa
- 1961 – Rekreační chata na Bielej Skale, Pezinok
- 1961 – Dům kultury SČSP, Nám. Ľ. Štúra, Bratislava – rekonstrukce, spolupráce: L.Kušnír, I. Slameň, V. Malcer
- 1963 – Kotelna VŠLD, Zvolen
- 1967 – Památník Ľ. Štúra, Zvolen, spolupráce: L. Kušnír, I. Slameň, J. Kulich
- 1970 – Rodinný dům, Bratislava – Karlova Ves
- 1971 – Most SNP – Nový most v Bratislavě, Nábřeží generála Svobody, spolupráce: L. Kušnír, I. Slameň, A. Tesár a kol.
- 1971 – Dům slovenských spisovatelů, Laurinská ulice, Bratislava
- 1971 – Rodinný dům Ing. M. Polonca, Brečtanova 7, Bratislava
- 1972 – Presscentrum – tlačový kombinát a ČTK, Pribinova ulice, Bratislava, spolupráce: L. Kušnír, I. Slameň, O. Dóra, J. Kozák
- 1972 – Ztvárnění rybného náměstí a trafostanice u Dómu sv. Martina, Bratislava, spolupráce: L. Kušnír, I. Slameň
- 1972 – Monoblok filmových ateliérů Koliba, Bratislava, spolupráce: I. Slameň, M. Drábek, C. Rovňák, B. Somora
- 1972 – Filmovací dvojhala filmových ateliérů Koliba, Bratislava, spolupráce: I. Slameň, M. Drábek, C. Rovňák, B. Somora
- 1973 – Architektonické řešení Památníku Lidových milicí, Bratislava, Račianske mýto, spolupráca: J. Kulich
- 1974 – Pavilón APN, Nábřeží generála Svobody, Bratislava, spolupráce: C. Rovňák, B. Somora
- 1974 – Internát Pravdy, Medená ulice, Bratislava, spolupráce: C. Rovňák, B.Somora
- 1974 – Projekt rodinného domu S. Somolányiho, Fialkové údolí č. 10, Bratislava
- 1974 – Projekt rodinného domu prof. Vítězslava Balhara, Tomašov
- 1975 – Administrativní budova Omnia 2, Dunajská ulice, Bratislava, spolupráce: B. Somora
- 1975 – Projekt rodinného domu Ing. J. Kuklici, Žalmanova 10, Bratislava
- 1975 – Projekt rodinného domu MUDr. L. Terena, Radvanská 56, Bratislava
- 1975 – Projekt rodinného domu Dr. P. Strapky, Košťany nad Turcom
- 1976 – Řadová zástavba rodinných domů, ul. Mošovského – Hummelova, Bratislava
- 1976 – Experimentální zdravotní středisko, Pusté Úľany
- 1977 – Bytový dům, Dunajská Streda
- 1977 – Rekreační zařízení krajské prokuratury, Krpáčovo, spolupráce: I. Ďuriak
- 1977 – Rekreační zařízení CKM Junior, Krpáčovo, spolupráce: I. Ďuriak
- 1978 – Ubytovna Slovnaft, Bratislava, spolupráce: J. Adámek
- 1978 – Rodinný dům, Gorazdova ulice, Bratislava
- 1978 – Projekt rodinného domu, Kráľovské údolie 25, Bratislava

## Publikační a pedagogická činnost
Architekt se kromě projekční a pedagogické činnosti věnoval i publikační činnosti, která zahrnovala příspěvky do odborných časopisů, studie, odborné články, skripta a učebnice.
Zabýval se zejména problematikou bydlení a typologie obytných staveb, recenzoval nově vznikající stavby, psal odborné články a referáty. Byl členem redakční rady a vědeckým redaktorem Stavebního naučného slovníku a v letech 1959-1964 i členem redakčního kruhu časopisu Projekt.
Výběr z publikací:
- Typológia obytných stavieb, dočasná učebnice, Vyd. SVTL Bratislava, 1. vyd. 1951, 2. vyd. 1956
- Zahraničná bytová výstavba; In: Projekt 1957
- Referát pre I. zjazd Zväzu slovenských architektov v Bratislave. In: Projekt 1959
- Dispozičné prvky obytných budov II., dočasná učebnica. Vyd. SVTL Bratislava 1960
- Experimentálna bytová výstavba v Bratislave. In: Projekt 1961,č. 11-12, s. 242-243
- Stavebnícky náučný slovník (V. svazek, hesla z typologie obytných budov). SVTL Bratislava 1963-6
- Slovník súčasného slovenského umenia (LO = hesla z architektury). Vyd. SFVU Bratislava 1967
- Pamätník SNP v Banskej Bystrici (recenze). In: Projekt 1969,č. 11-12, s. 206

## Spolupráce
Architekt měl týmového ducha, na návrzích a projektech rád spolupracoval s jinými architekty (J. Knapo, M. Škorupa, A. Cibulka, Ján Štefanec, A. Klaučo, K. Rosmányi st., L. Kušnír, I. Slameň, V. Malcer, O. Dóra, M. Drábek, C. Rovňák, J. Antal, Branislav Somora, I. Ďuriak, J. Adámek a mnozí další), studenty architektury a též s odborníky z jiných profesí – statici (A. Tesár, J. Kozák), výtvarníci, sochaři (Ján Kulich).

## Ocenění
- 1960 Cena města Bratislava
- 1962 Státní cena Klementa Gottwalda za Teoretické ústavy Lekařské fakulty UK
- 1967 Vyznamenání Za zásluhy o výstavbu

## Cena profesora Jozefa Lacka
Toto ocenění je udělováno na počest profesora Jozefa Lacka každoročně od roku 1990 za nejlepší absolventskou magisterskou diplomovou práci v daném školním roce.